# Бирштедт
Бирштедт (нем. Bierstedt) — коммуна в Германии, районный центр, расположен в земле Саксония-Анхальт.
Входит в состав района Зальцведель. Подчиняется управлению Бетцендорф-Дисдорф. Население составляет 164 человека (на 31 декабря 2006 года). Занимает площадь 11,42 км². Официальный код — 15 3 70 012.